# Languedoc (D653)
Languedoc (D653) es una fragata en servicio de la Armada francesa. Fue construida por el programa de fragatas multipropósito FREMM.

## Historial operativo
El 14 de abril de 2018, la fragata participó en el bombardeo de Barzeh y Him Shinshar en Siria con Estados Unidos y el Reino Unido . Ni la fragata francesa Aquitaine ni Auvergne pudieron disparar sus misiles, y fue Languedoc quien lo hizo disparando tres MdCN , de los cuales se trata del primer uso operativo.
El 24 de abril de 2019, las fragatas Languedoc, HMS Duncan, USS Mobile Bay, USS Bainbridge y Méndez Núñez realizaron ejercicios en el Mar Mediterráneo con los portaviones USS Abraham Lincoln y USS John C. Stennis.
El Languedoc participó, junto con el HNLMS De Ruyter y un avión de patrulla marítima Breguet Br.1150 Atlantic, en la operación Agenor en beneficio de la Unión Europea (en el marco del EMASOH ) para la vigilancia del estrecho de Ormuz a partir del 19 de mayo de 2020, en sustitución de la fragata Forbin. El 6 de agosto de 2020, la incorporación del Languedoc a la operación se amplió tres meses gracias a la sustitución de la tripulación B por la A, la primera vez que un buque de la Armada francesa opera desde su partida a doble tripulación en 2019, realizado en 72 horas en la base naval francesa de Abu Dhabi en Puerto Zayed, garantizando así la permanencia y continuidad del compromiso de la fragata con su misión. Luego, la fragata fue acompañada por el HDMS Iver Huitfeldt en sustitución del HNLMS De Ruyter.
El 27 de marzo de 2021, el Languedoc realizó un reabastecimiento en curso para recibir combustible del portaaviones USS Dwight D. Eisenhower en el Mar Mediterráneo y en julio de 2022 navegaba con el grupo de ataque del portaaviones USS Harry S. Truman en el Mediterráneo. A mediados de 2023, la fragata se encontraba operando en el Océano Índico y el Golfo Pérsico, acompañando al submarino de ataque nuclear Suffren durante parte de ese despliegue.
El 26 de noviembre de 2023, Languedoc completó un tránsito por el Estrecho de Ormuz para ingresar a las aguas del Golfo Pérsico mientras el Grupo de Ataque continúa apoyando las misiones del USCENTCOM.
El 9 de diciembre de 2023, el Languedoc derribó dos vehículos aéreos no tripulados en el Mar Rojo, a 110 kilómetros (59 millas náuticas) de Al Hudaydah, Yemen.